# المتكا (عبس)

تعديل مصدري - تعديل

المتكا هي إحدى قرى عزلة بني حسن بمديرية عبس التابعة لمحافظة حجة، بلغ تعداد سكانها 381 نسمة حسب تعداد اليمن لعام 2004.